# Castilleja de Guzmán
Castilleja de Guzmán es un municipio español de la provincia de Sevilla, Andalucía. Su extensión superficial es de 2 km² y tiene una densidad de 1437,07 hab/km². Se encuentra situada a una altitud de 131 metros y a 6 kilómetros de la capital de provincia, Sevilla. Cuenta con una población de 2863 habitantes (INE 2024).

## Límites
| Noroeste: Valencina de la Concepción      | Norte: Valencina de la Concepción | Noreste: Santiponce y Camas |
| Oeste: Gines y Valencina de la Concepción |                                   | Este: Camas                 |
| Suroeste: Gines                           | Sur: Castilleja de la Cuesta      | Sureste: Camas              |

## Historia
El origen del poblamiento se remonta al periodo calcolítico (III milenio a. C.), habiendo sido ocupado posteriormente por tartesios y turdetanos, existiendo varias necrópolis de estas épocas como lo demuestran los dólmenes y yacimientos existentes.
Tras la fundación de la ciudad de Itálica en el año 206 a. C. por el general romano Escipión el Africano, se estableció en el actual municipio un castro militar y diversas villas agropecuarias que posteriormente fueron ocupadas por los visigodos.
Con la conquista musulmana de la península ibérica del año 711 surge la aldea llamada Dunchuelas Taxit, llegando a acoger temporalmente al caudillo Almanzor en un palacio gubernamental posiblemente ubicado bajo el actual palacio de los Condes de Castilleja de Guzmán. Curiosamente, Dunchuelas es una palabra mozárabe que significa doncellas (del latín dominicellas), lo cual apunta al origen romano del poblamiento, reforzando además el mito de la existencia de un ‘collegium’ de vírgenes vestales que supuestamente pudo haberse ubicado en este lugar durante el periodo romano.
En el siglo XIII tras la Reconquista de Sevilla (1248), el rey Fernando III concedió la villa y señorío a la Orden de Santiago en 1249, pero en 1251, su hijo Alfonso X el Sabio se la otorgó a la Orden de Alcántara, pasando a llamarse Castilleja de Alcántara, o Alcantarilla, nombre que conservó hasta comienzos del siglo XVI cuando, habiendo adquirido el señorío la Casa de los Guzmanes, el municipio pasó a formar parte del Estado de Olivares cambiando su topónimo por el actual Castilleja de Guzmán.
A principios del siglo XVII los condes de Montelirio adquirieron el señorío transformando el antiguo palacio en la hacienda llamada "Divina Pastora", en torno a la cual se va desarrollando la villa. Posteriormente, a mediados del siglo XIX, vendieron la hacienda a los condes de Castilleja de Guzmán, cuyo IV Conde Joaquín Rodríguez de Rivas y de la Gándara, a comienzos del siglo XX convirtió la hacienda en palacio, momento en el que se diseñaron y realizaron los jardines por el arquitecto, paisajista, e ingeniero forestal Jean-Claude Nicolas Forestier, constituyendo uno de los actuales tesoros patrimoniales del municipio.
En 1933 los hermanos Lissen adquirieron en subasta el palacio y la hacienda, y se los donaron en 1936 al Ayuntamiento de Sevilla, el cual a su vez lo cedió en 1944 a la Universidad de Sevilla. Ésta, actual titular de las instalaciones, las ha empleado desde entonces y hasta el curso 2013/2014 como sede del Colegio Mayor Santa María del Buen Aire, si bien ahora están en desuso por el cierre de dicha institución.
El antiguo Palacio de los Condes de Castilleja de Guzmán, Hacienda de la Divina Pastora y los Jardines de Forestier están recogidos en el Catálogo General del Patrimonio Histórico Andaluz como Bienes de Interés Cultural desde 2005.
En 1998 se descubrió el tholos de Montelirio y se inscribió junto al tholos del Señorío como Bien de Interés Cultural (B.I.C.), perteneciente al mayor asentamiento de la Edad del Cobre (3000 a. C.) descubierto hasta ahora con más de 500 Hectáreas alberga un número incalculable de estructuras prehistóricas. En 2007 una parte del yacimiento arqueológico de Valencina/Guzmán fue declarado zona arqueológica con la categoría B.I.C., ya que la mayor parte de la necrópolis de este asentamiento calcolítico, ubicada en el término municipal de Castilleja de Guzmán, no ha sido incluida en esta área de protección por imperar intereses inmobiliarios.
En las dos últimas décadas ha pasado de ser el municipio de menor población de Sevilla a ser el de mayor natalidad y crecimiento demográfico de toda España. A lo largo de la historia y de manera directa ha estado siempre vinculado al enclave del edificio del Palacio de los Condes de Castilleja de Guzmán, que al caer en desuso como se detalla más arriba ha provocado una importante merma en el atractivo turístico del municipio.

## Demografía
Su población es de 2863 habitantes (INE 2024).
| Gráfica de evolución demográfica de Castilleja de Guzmán entre 1842 y 2021                                            |
| |
| Población de derecho según los censos de población del INE. Población de hecho según los censos de población del INE. |

## Economía

### Evolución de la deuda viva municipal
| Gráfica de evolución de Deuda viva del Ayuntamiento de Castilleja de Guzmán entre 2008 y 2019                                |
| |
| Deuda viva del Ayuntamiento de Castilleja de Guzmán en miles de Euros según datos del Ministerio de Hacienda y Ad. Públicas. |

## Símbolos

### Escudo
El escudo de Castilleja de Guzmán se lee de la siguiente manera:
En el cuartel superior, sobre campo de plata, un castillo de oro fileteado de sable, aclarado de gules y mazonado de sable, sumada la cruz de Alcántara.
En el inferior, cuartelado en aspa, el primero y el tercero de azur con dos calderas jaqueladas de oro y gules, gris coladas de siete sierpes de sinople en cada asa; segundo y cuarto de plata, con cinco armiños de sable.
Al timbre, corona real cerrada.

## Administración y política

### Alcaldía
| Período   | Nombre                        | Partido  |
| --------- | ----------------------------- | -------- |
| 1979-1983 | Juan Antonio Escribano Otero  | UCD      |
| 1983-1987 | Juan Antonio Escribano Otero  | AICG     |
| 1987-1991 | Juan Antonio Escribano Otero  | PGIS     |
| 1991-1999 | Juan Antonio Escribano Otero  | GICG     |
| 1999-2003 | José Lozano Portillo          | PSOE-A   |
| 2003-2015 | Carmelo Ceba Pleguezuelos     | PSOE-A   |
| 2015-2019 | Anastasio Oliver Palomo       | IU-LV-CA |
| 2019-     | María del Mar Rodríguez Pérez | PSOE-A   |

### Composición del ayuntamiento
PSOE-A 5 concejales

Actúa 3 concejales

Ciudadanos 2 concejales

Partido Popular Andaluz 1 concejales

## Fiestas Locales
- 7 de octubre: Ntra. Sra del Rosario.
- Último fin de semana de junio: Feria local.